# Южно-Сибирский ботанический сад
Южно-Сибирский ботанический сад — Ботанический сад (ЮСБС) Алтайского государственного университета .
Южно-Сибирский ботанический сад (ЮСБС), был открыт в декабре 1979 года, приказом министра высшего, общего и среднего специального образования РСФСР. Сад был создан как центр изучения и сохранения флоры Алтая при кафедре ботаники и зоологии Алтайского государственного университета. Территория сада (48,2 га) расположена в ленточном сосновом бору в нагорной части г. Барнаула, близ пос. Южный Центрального района. В коллекциях ботанического сада собрано 1587 таксонов (962 вида, 625 форм и сортов).
- Географическое координаты: 53°16’с.ш., 83°40’в.д.
- Высота над уровнем моря: 194—203 м.
- Климат: континентальный, ср-год t°С = +1,0 °C; ср-янв t°С = −17,7 °C; ср-июл t°С = +19,7 °C.
- Годовая сумма осадков: 480 мм.
- Сумма осадков за вегетационный период: 300 мм.
- Почвы: серые оподзоленные лесные, выщелоченные чернозёмные, лёссовидные и песчаные.

Официальный адрес: 656049, г. Барнаул, Алтайский край, пр. Ленина, 61, ауд. 217. 
Адрес по месту нахождения основных коллекций: 656906, г. Барнаул, пос. Южный, ул. Лесосечная, 25
В задачи ботанического сада входит: изучение биологии, распространение и разработка мер по охране редких и исчезающих видов растений;  интродукция редких, хозяйственно-ценных и декоративных видов растений; внедрение методов биотехнологии в изучении и размножении редких и исчезающих видов, выведение новых сортов декоративных и хозяйственно-ценных видов растений; реинтродукция редких и исчезающих видов флоры Алтая; исследование флоры и растительного покрова Алтайской горной страны; подготовка и издание многотомной сводки «Флора Алтая»; пополнение гербарного фонда; монографическое изучение отдельных групп растений; пополнение банка семян и коллекции живых растений; проведение лабораторных занятий, летних практик, специальных курсов; предоставление материала для выполнения курсовых и дипломных работ; подготовка квалифицированных специалистов-ботаников разного профиля.
Научные сотрудники Южно-Сибирского ботанического сада входят в состав редколлегии и рабочей группы по подготовке к изданию научного журнала по ботанике «Turczaninowia», учредителем и издателем которого является Алтайский государственный университет. Журнал выходит с 1998 года. В журнале публикуются результаты научных исследований в области флористики, систематики, молекулярной генетики растений, геоботаники, биотехнологии и др. Журнал «Turczaninowia» включен в список журналов индексируемых IPNI (The International Plant Names Index, www.ipni.org), таким образом, в нем официально разрешено описание новых для науки таксонов. Каждой публикации в журнале присваивается международный индекс DOI. По решению Совета по отбору журналов в Scopus (CSAB) научный периодический журнал «Turczaninowia» с 2016 года включен в международную базу цитирования Scopus. Журнал назван в честь выдающегося исследователя и знатока сибирской флоры Николая Степановича Турчанинова (1796–1863) – первого русского ботаника, исследовавшего Сибирь. Николай Степанович впервые нашел для районов Восточной Сибири свыше ста родов и более тысячи видов растений.
Коллектив Южно-Сибирского ботанического сада ежегодно организует международную научно-практическую конференцию «Проблемы ботаники Южной Сибири и Монголии». Цель конференции — привлечение научной общественности к решению проблем ботаники Южной Сибири, Монголии и сопредельных территорий, обнародование актуальных результатов ботанических исследований, возможностей апробации их практического применения. Итогом работы конференции издается сборник статей.